# Alamo (Nowy Meksyk)
Alamo – jednostka osadnicza w Stanach Zjednoczonych, w stanie Nowy Meksyk, w hrabstwie Socorro.